# Катарина Елизабет фон Сайн-Витгенщайн-Хомбург
Катарина Елизабет фон Сайн-Витгенщайн-Хомбург (на немски: Katharina Elisabeth von Sayn-Wittgenstein.Homburg; * 23 юни 1639, Витгенщайн; † 13 декември 1671, Вертхайм) от род Сайн-Витгенщайн, е графиня от Сайн-Витгенщайн-Хомбург и чрез женитба графиня на Льовенщайн-Вертхайм-Вирнебург.

## Живот
Тя е дъщеря на граф Ернст фон Сайн-Витгенщайн-Хомбург (1599 – 1649) и първата му съпруга графиня Елизабет фон Сайн-Витгенщайн (1609 – 1641), дъщеря на граф Лудвиг II фон Сайн-Витгенщайн-Витгенщайн (1571 – 1634) и графиня Елизабет Юлиана фон Золмс-Браунфелс (1578 – 1634). Баща ѝ Ернст се жени втори път 1642 г. за графиня Кристина фон Валдек-Вилдунген (1614 – 1679).
Катарина Елизабет се омъжва на 10 юни 1661 г. в Хомбург за граф Лудвиг Ернст фон Льовенщайн-Вертхайм-Вирнебург (1627 – 1681) от фамилията Вителсбахи, най-големият син на граф Фридрих Лудвиг фон Льовенщайн-Вертхайм-Вирнебург (1598 – 1657) и първата му съпруга графиня Анна Хедвиг цу Щолберг-Ортенберг (1599 – 1634).
Тя умира на 13 декември 1671 г. на 32 години във Вертхайм.

## Деца
Катарина Елизабет и Лудвиг Ернст имат девет деца:
- Христина Елизабет Агата (* 5 април 1662; † 19 октомври 1665)
- Ернестина София (* 8 май 1663; † 16 март 1742)
- Катарина Шарлота (* 6 юни 1664; † 18 март 1743)
- Мария Доротея (* 27 юли 1665; † 8 септември 1733)
- Йоахим Фридрих (* 15 декември 1666; † 28 юни 1689)
- Евхариус Казимир (* 22 март 1668; † 1 януари 1698), женен на 30 април 1693 г. за Юлиана Доротея Луиза фон Лимпург-Гайлдорф (* 8 май 1677; † 4 октомври 1734), дъщеря на граф Вилхелм Хайнрих фон Лимпург-Гайлдорф (1652 – 1690) и Елизабета Доротея фон Лимпург-Гайлдорф (1656 – 1712)
- Хайнрих Мориц (* 13 юли 1669; † 12 ноември 1669)
- Амалия (* 30 октомври 1670; † 5 май 1733)
- Еврард Лудвиг (* 7 декември 1671; † 29 март 1672)